# Inferia
Inferia ist eine finnische Deathgrind- und Porngrind-Band aus Lahti, die 1989 gegründet wurde.

## Geschichte
Die Band wurde im Jahr 1989 gegründet. Im folgenden Jahr schloss sich ein erstes Demo unter dem Namen Funerealm an. Auf dem nächsten Demo Decursus Morbi, das 1991 erstellt wurde, besteht die Besetzung aus dem Sänger, Gitarristen und Bassisten Jani Huttunen, dem Gitarristen Jani Nikkilä und dem Schlagzeuger Tero Järvinen. Das nächste Demo wurde 1992 unter dem Namen Curible Orpheus veröffentlicht. Hierauf ist Heikki Isosipilä als Session-Bassist vertreten. Für weitere Aufnahmen traten 1993 der Sänger Reijo Kortesniemi und der Bassist Harri Kujala bei. Letzterer wurde bereits im Oktober wieder durch Petri Malinen ersetzt, woraufhin im selben Jahr die EP Spawned at the Dawn erschien. 1995 ging es auf Tournee durch Polen, nach deren Abschluss die Band einen Plattenvertrag bei dem deutschen Label Fireline Records unterzeichnete, worüber 1995 das Debütalbum Masterpiece veröffentlicht wurde. 1998 verließen Kortesniemi und Malinen die Besetzung. Im selben Jahr erschien das zweite Album Parental Advisory. Im August 2001 stieß der Bassist Olli Herranen dazu. Gegen Ende des Jahres änderte sich die Besetzung durch das Ausscheiden des Schlagzeugers Järvinen erneut, der kurze Zeit später durch Taito Soramäki ersetzt wurde. Im März 2002 stieß Jarno Dahl als neuer Sänger dazu. Im selben Jahr nahm die Gruppe am Obscene Extreme teil und es wurde mit Live at Jyväskylä 2002 ein erstes Live-Album veröffentlicht. 2004 bestand die Besetzung aus dem Sänger und Gitarristen Jani Huttunen, dem Gitarristen Jarmo Hyytiä, dem Bassisten Juha Merilaakso und dem Schlagzeuger Taito Soramäki. Im selben Jahr erschien die EP Explosive Copulation. Unter dem Namen Release for Burial Orgies fand 2005 die nächste Albumveröffentlichung statt. Im selben Jahr war die Band erneut auf dem Obscene Extreme zu sehen. 2007 folgte das nächste Album, Fucking Is a Great Way to Get to Know New People betitelt. Im folgenden Jahr war Inferia unter anderem auf dem Fuck the Commerce in Deutschland zu sehen. Zum 20-jährigen Bestehen der Band spielte sie 2009 unter anderem in Argentinien. Im selben Jahr war die Gruppe in einem Fernsehbeitrag über finnische Extreme-Metal-Bands, die auch im Ausland auftreten, zu sehen, der im finnischen TV ausgestrahlt wurde. 2010 nahm die Band am Death Feast Open Air teil und das nächste Album, das No Sperm Shall Be Spared heißt, wurde veröffentlicht. 2012 war die Gruppe auf dem Tuska Open Air Metal Festival zu sehen. Das nächste Album erhielt den Namen Fistament und wurde 2014 publiziert. Für 2017 ist eine dritte Teilnahme am Obscene Extreme geplant. In ihrer Karriere war die Band unter anderem auch zweimal in Russland auf dem PetroGrind Festival und in Schweden auf dem Gothenburg Deathfest zu sehen. Zudem wurden Touren durch das Baltikum sowie durch Finnland, Lettland, die Schweiz und Deutschland abgehalten. Bisher trat Inferia unter anderem zusammen mit Sentenced, Necropsy, Demigod, Massacre, Agathocles, Rotten Sound, Sinister, Pungent Stench Cock and Ball Torture, Mucopus und Skullhog auf.

## Stil
Zombie von metalglory.de schrieb in seiner Rezension zu Explosive Copulation, dass es sich bei Inferia um eine der ältesten Porngrind-Bands handelt. Die Musik klinge teilweise stark durch die von Cock and Ball Torture beeinflusst, wobei die Gruppe noch nicht an Bands wie Lividity herankomme. Chris von necroslaughter.de zählte die Gruppe in der Rezension zu No Sperm Shall Be Spared zu „den ältesten Perversen-Grindern Finnlands“. Das Album bewege sich zwischen Death Metal und Grindcore, während die Texte von pornografischer Natur seien. Der Tonträger weise Einflüsse von traditionellem und brutalem Death Metal, Napalm Death und Isacaarum auf. Vor allem die Blastbeats würden immer wieder stark an tschechische Genre-Kollegen erinnern. Durch variable Riffs, Gesangsstile, Liedlängen sowie durch Tempowechsel sorge die Band für Abwechslung in den Liedern.

## Diskografie
- 1990: Funerealm (Demo, Eigenveröffentlichung)
- 1991: Decursus Morbi (Demo, Eigenveröffentlichung)
- 1992: Curible Orpheus (Demo, Eigenveröffentlichung)
- 1993: Promo 1993 (Demo, Eigenveröffentlichung)
- 1993: Spawned at the Dawn (EP, Invasion Records)
- 1996: Masterpiece (Album, Streetrock Records)
- 1998: Parental Advisory (Album, Superdisc Records)
- 2002: Live at Jyväskylä 2002 (Live-Album, Eigenveröffentlichung)
- 2004: Explosive Copulation (EP, Eigenveröffentlichung)
- 2005: Release for Burial Orgies (Album, Nice to Eat You Records)
- 2007: Fucking Is a Great Way to Get to Know New People (Album, 666 Records)
- 2010: No Sperm Shall Be Spared (Album, Sevared Records)
- 2014: Inferia / Cannibal Accident (Split mit Cannibal Accident, Metallihelvetti)
- 2014: Fistament (Album, Rising Nemesis Records)